# نورا براح
نورا برَّاح Nora Berrah، فيزيائية وعالمة جزائرية أمريكية، اشتهرت بفضل أبحاثها حول تفاعل الضوء والمادة، وهي أستاذة بجامعة كونيتيكت الأمريكية وتشغل حالياً منصب رئيسة قسم الفيزياء في الجامعة .
بدأت نورا براح تحصيلها العلمي في الجزائر حيث حازت على دبلوم في علم الفيزياء من جامعة الجزائر عام 1979، وانتقلت بعدها إلى الولايات المتحدة الأمريكية لتحصل على درجة الدكتوراه في الفيزياء من جامعة فيرجينيا عام 1987، عملت نورا بعد ذلك في مختبر أرغون الوطني بين الأعوام 1987 – 1992، وأصبحت أستاذة للفيزياء في جامعة ويسترن ميشيغان في عام 1999 ، وانتقلت بعدها إلى جامعة كونيتيكت منذ العام 2014 حتى الآن .
انتخبت نورا براح كزميلة للجمعية الأمريكية للفيزيائية في عام 1999 ، وفازت بجائزة دافيسون غيرمر في الفيزياء الذرية عام 2014 بفضل أبحاثها وتجاربها الرائدة في مجال تفاعل الذرات والجزيئات والأيونات السالبة مع فوتونات الأشعة فوق البنفسجية ، وانتخبت كعضو في الأكاديمية الأمريكية للفنون والعلوم في عام 2019.

## مسيرتها العلمية
تشغل نورا براح منصب أستاذة ورئيسة قسم الفيزياء في جامعة كونيتيكت منذ عام 2014، وكانت قد حصلت على الدكتوراه من جامعة فرجينيا في عام 1987، وعملت كزميل ما بعد الدكتوراه (1987 - 1989) وكأستاذ فيزياء مساعد (1989 - 1991) في قسم الفيزياء في مختبر أرغون الوطني (ANL) قبل أن تصبح أستاذة مساعدة في جامعة ميشيغان، وأصبحت نورا براح أستاذة كاملة العضوية وباحثة متميزة في نفس الجامعة في عام 2000، بالإضافة لذلك كانت نورا براح باحثة زائرة في جامعة أورساي في باريس فرنسا، وفي معهد ماكس بلانك في برلين ألمانيا، وفي مختبر لورنس بيركيلي الوطني (LBNL) وفي مركز PULSE Ultrafast Center ومركز جامعة ستانفورد للتسريع الخطي(SLAC) ، وفي جامعة بيير وماري كوري في باريس.
عملت نورا براح أيضاً في لجنة الفيزياء الذرية والجزيئية والبصرية التابعة للجمعية الأمريكية للفيزياء وفي لجنة الترشيح التابعة لنفس الجمعية أيضاً، وفي اللجنة التنفيذية لعلوم الليزر، وفي المجلس الوطني للأبحاث، وفي اللجان الاستشارية العلمية للمرافق البحثية الوطنية، وفي شبكات الاتحاد الأوروبي للأبحاث والابتكارات، وفي العديد من لجان مراجعة الأبحاث الدولية، وشاركت في رئاسة المؤتمر الدولي حول التصادم الضوئي والإلكتروني والذري.

## أبحاثها
ركزت أبحاث نورا براح العلمية على دراسة تفاعل الذرات والجزيئات والشوارد السالبة مع المجالات الكهرومغناطيسية الضعيفة والقوية التي تنتجها مصادر الضوء المختلفة، بمعنى آخر فهي تدرس التفاعلات والعلاقات المتبادلة بين المادة والضوء، أمَّا في الفترة الأخيرة فقد ركزت اهتماماتها البحثية على مجالات الفيزياء غير الخطية والتحكم في الجزيئات الكمومية ودراسة الإشعاعات ذات الطول الموجي الطويل والقصير والمقاييس الزمنية فائقة السرعة وحقول الليزر عالية الطاقة، يتضمن بحثها الحالي استخدام أشعة ليزر عالية الطاقة للتأثير في أنظمة الأشعة السينية لاستكشاف العمليات الفيزيائية والكيميائية التي تحدث خلال المقاييس الزمنية من رتبة الفمتوثانية.
ويعتقد أنَّها ستركز في المستقبل القريب على دراسة ديناميكية الإلكترونات في الجزيئات باستخدام منهجيات متعددة الأبعاد لاستكشاف حركة الإلكترونات داخل الجزيئات والسيطرة عليها وتحديد كيفية تأثير تلك الديناميكية على المراحل المبكرة من الفيزياء الجزيئية.

## كلمتها أمام الجمعية الأمريكية للفيزياء
انتخبت نورا براح كزميلة في الجمعية الأمريكية للفيزياء عام 1999، وخلال حفل تعيينها أدلت بالبيان التالي:
تلعب الجمعية الأمريكية للفيزياء دوراً مهماً على الصعيدين الوطني والدولي من خلال تطوير ونشر المعرفة بعلم الفيزياء، ومن خلال تمثيل العلماء في الأوساط الأكاديمية والمختبرات الوطنية والصناعة في الولايات المتحدة الأمريكية وحول العالم، لقد نمت الجمعية الأمريكية للفيزياء على مر السنين لتصبح واحدة من أكثر الجمعيات العلمية احتراماً بفضل العديد من برامجها والتي لا تستفيد منها الفيزياء فحسب، بل أيضاً المجالات العلمية الأخرى، يجب أن تستمر الجمعية الأمريكية للفيزياء في النمو والتواصل الفعَّال لتحفيز اكتشافات الفيزياء وتأثيرها ليس فقط على العلوم الأساسية بل وعلى الصناعة أيضاً، وبالتالي التأثير على الاقتصاد العالمي والمجتمع بشكل عام.
يجب على قيادة الجمعية الأمريكية للفيزياء أن توضح وتشرح للكونغرس وللشعب الأمريكي الدور الفريد والأساسي الذي تلعبه الفيزياء في تلبية احتياجات أمتنا والاقتصاد العالمي، وينبغي أن يكون دور القيادة الجديدة هو توسيع الدور الحالي للجمعية، وزيادة نفوذنا في جميع المسائل التي تتعلق بنمو الجمعية وتمويل الأبحاث والتعليم، وكذلك تعزيز وتوسيع الروابط مع الجمعيات الشقيقة على مستوى العالم، يشرفني العمل مع لجنة الترشيح لتحديد أفضل قائمة للمرشحين من خلال جلب وجهة نظري للعمل في الجامعات والمرافق الوطنية والدولية.